# PetroChina
PetroChina Company Limited (egyszerűsített kínai:中国石油天然气股份有限公司, tradicionális kínai:中國石油天然氣股份有限公司) egy kínai olajvállalat, központja Peking Dongcheng kerületben van.

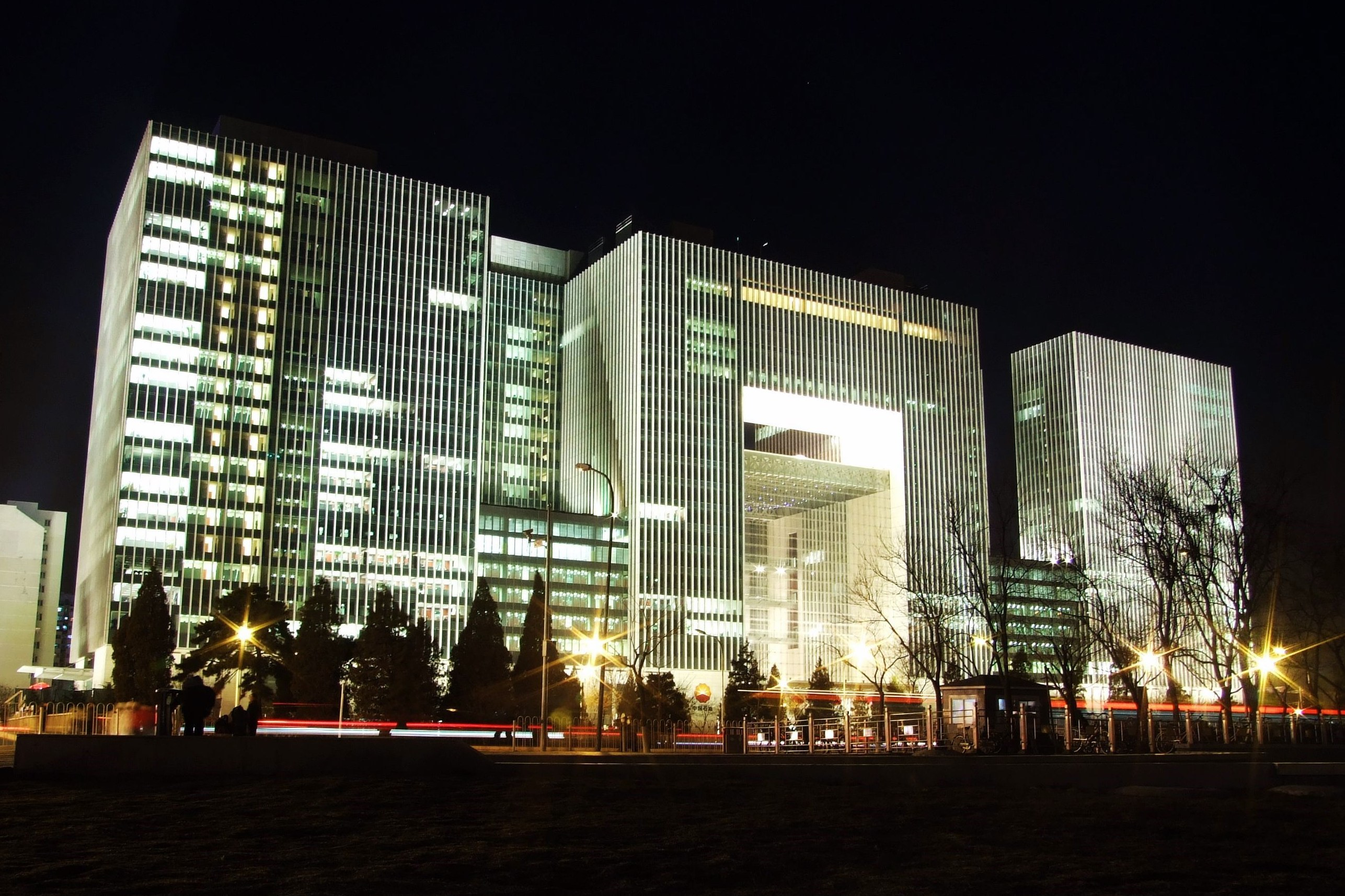
A PetroChina központi épülete Pekingben

Kína legnagyobb olajtermelő cége és az Exxon Mobil után piaci érték szerint a második legértékesebb vállalat - derül ki 2010. június 30-i adatokból. A Hongkongi Értéktőzsdén és a New York-i Értéktőzsdén kereskednek vele. 2007 novemberében a központi vállalat kinyilvánította szándékát, hogy a Shanghai Értéktőzsdére is bevezetésre kerül, a bemutatkozást követően a vállalat érték megháromszorozódott, ezzel a PetroChina az első cég mely elérte a trillió dolláros értékhatárt. A PetroChina cégnek komoly érdekeltségei vannak Szudánban.